# Niels Olsen (Politiker)

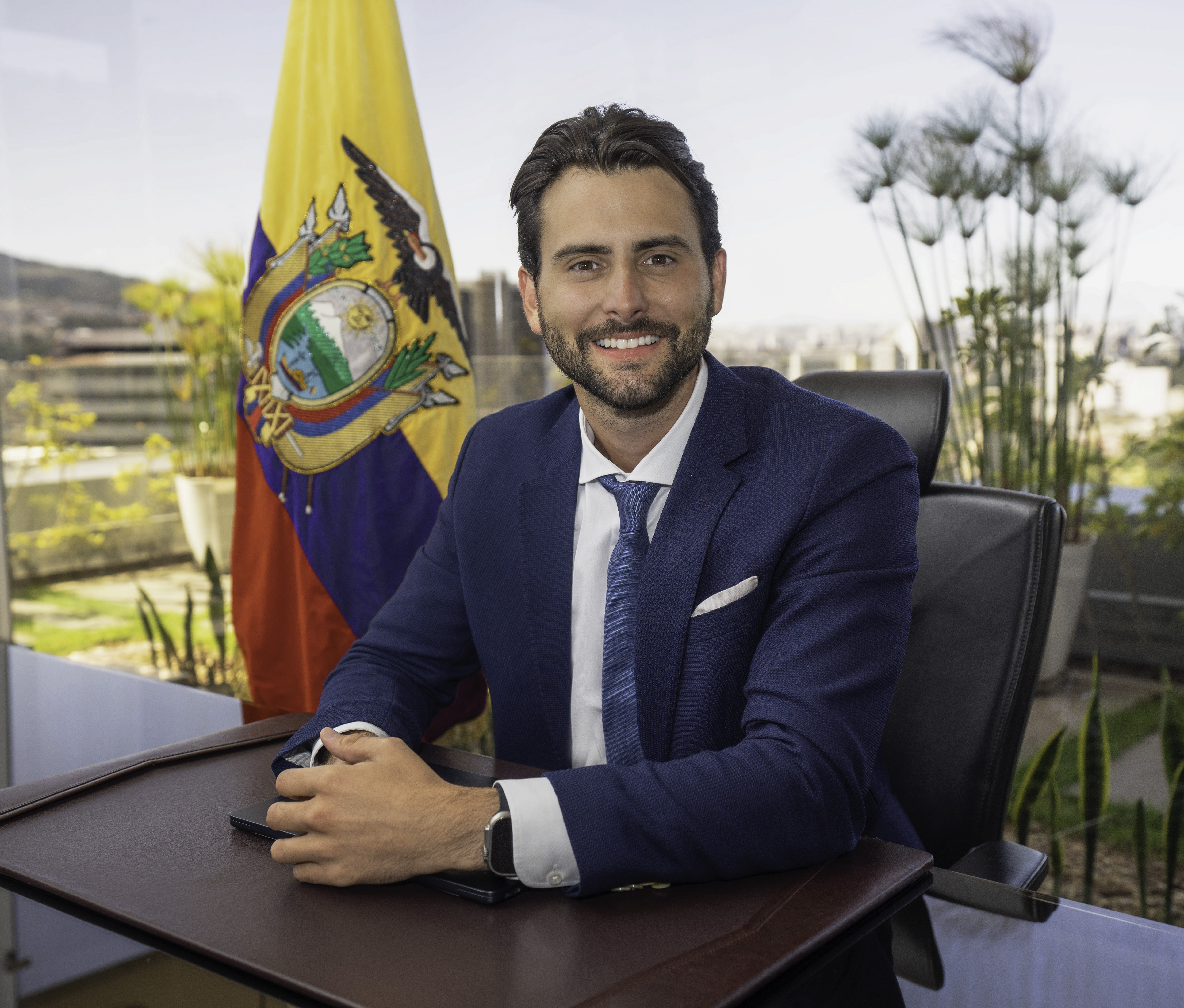

Niels Anthonez Olsen Peet (* 15. Januar 1988 in Guayaquil) ist ein ecuadorianischer Politiker und Tourismusunternehmer. Er war vom 24. Mai 2021 bis zum 30. August 2024 Tourismusminister in Ecuador in der Regierung von Guillermo Lasso und Daniel Noboa. Seit dem 14. Mai 2025 ist er Präsident der Nationalversammlung.
Mit 35 Jahren ist er der jüngste Tourismusminister in Lateinamerika.
Er war Marketingdirektor der renommierten ecuadorianischen Coffeeshop-Kette Sweet & Coffee und gründete 2016 die Hacienda La Danesa, ein weitläufiges Hotelanwesen in Naranjito-Bucay, in der Provinz Guayas (Provincia del Guayas), wo er auch aufgewachsen ist.

## Leben
Niels Olsen wurde in Guayaquil, Provinz Guayas geboren. Bis zum bis Alter von 12 Jahren besuchte er die Marcelino-Maridueña-Schule in der Nähe seines Zuhauses, der Danesa Hacienda. Nach dieser Phase beschloss seine Familie, nach Guayaquil zu ziehen, und Olsen setzte seine Schulbildung an der Torremar Bilingual Educational Unit fort, wo er im Alter von 18 Jahren seinen Abschluss machte.
Von 2006 bis 2010 studierte er Betriebswirtschaft und Marketing an der Louisiana State University in den Vereinigten Staaten.
2008 gewann er ein Stipendium zur Teilnahme am jährlichen Unternehmer-Wettbewerb der Stanford University. Dort gewann er den zweiten Platz für das beste potenzielle Projekt.
2014 erwarb er einen Master-Abschluss in Nachhaltigem Tourismus an der Monash University in Australien, wo er sein Studium zum Teil durch einen Job als Touristen-Kutscher finanzierte.
In dieser Zeit beteiligte sich an der Sociedad de Empresarios Latinoamericanos (Society of Latin American Entrepreneurs) an der Stanford University.

### Erfahrungen als Backpacker (Mochilero)
Während seiner Ferien bereiste er weite Teile von Europa und Afrika als Couchsurfing mit dem Ziel, kulturelles Wissen auszutauschen und den Backpacker-Markt und den globalen Tourismus besser zu verstehen.
Olsen erlebte, dass der Rucksacktouristenmarkt ein sehr wichtiger Markt ist, da er wirtschaftliche Aktivität in ländliche Gebiete bringt, die von anderen Reisenden normalerweise nicht erreicht werden. Während seiner Amtszeit führte er das Nomadenvisum ein, damit digitale Nomaden oder Telearbeiter zwei Jahre lang in Ecuador leben können.
Viele dieser Reisenden sind auch Content-Ersteller, da sie ihre Erfahrungen gerne teilen und Reiseziele durch Videos und Fotos empfehlen. Aus diesem Grund wurde auch die Ecuador Film Residency ins Leben gerufen. Dieses Programm soll Werbung für Naturziele in Ecuador generieren.

### Karriere

#### Hacienda La Danesa
Niels Olsen ist Direktor des Tourismusprogramms der Hacienda La Danesa, einem riesigen Anwesen mit über 500 Hektar. Das Anwesen gehörte seinen Eltern, Sonia Peet und Niels Olsen. Es wurde 1870 von einem schwedischen Unternehmen gegründet, das sich während des Kakaobooms in der Gemeinde San Antonio niederließ. Jahre später wurde das Anwesen von Helde Olsen Friis, Niels Olsens Großvater, gekauft.
Das Tourismus- und Sozialprogramm der Hacienda La Danesa begann im November 2014 als Niels‘ Lebensprojekt. Ziel ist es, den Menschen die Natur auf qualitativ hohem Niveau näherzubringen. Ein weiteres Ziel des Tourismusprogramms ist die Schaffung von Arbeitsplätzen für die Bewohner der Gemeinde San Antonio, wo sich die Hacienda befindet. Die dort zubereiteten Lebensmittel werden ebenfalls auf lokalen Märkten gekauft, um Geld in die lokale Wirtschaft zu pumpen.
Olsen arbeitet leidenschaftlich mit Architekten und Stadtplanern zusammen und hat das Konzept von La Danesa entwickelt, indem er dänische Elemente mit lokalen Materialien wie Teak kombiniert hat. La Danesa hatte auch eine Kooperation mit dem inzwischen aufgelösten staatlichen Unternehmen Ferrocarriles del Ecuador geschlossen, um als Pflichthaltestelle des Kreuzfahrtzug zu dienen, der meist ältere Touisten beförderte. Innerhalb von 6 Jahren gelang es Niels, die Hacienda La Danesa als eines der wichtigsten Anwesen in Ecuador zu positionieren.

#### Tourismusminister
Am 17. Mai 2021 gab der ecuadorianische Präsident Guillermo Lasso bekannt, dass Olsen Tourismusminister Ecuadors im Kabinett Lasso wird.
Seit seiner Ernennung hat Olsen drei Hauptziele zum Ausdruck gebracht, die er sich gesetzt hat, um den Tourismus im Land nach der Pandemie wiederzubeleben: Finanzielle Erleichterung, Förderung und Wettbewerbsfähigkeit.
Olsen selbst hat in seiner Regierungszeit die Unterzeichnung mehrerer „Open-Skies“-Abkommen zur Verbesserung der Luftanbindung Ecuadors hervorgehoben; die Reduzierung der EcoDelta- und Ecuador Tourist Power-Tarife, um die Kosten und die Konnektivität des Landes zu verbessern; die Schaffung des Nomadenvisums, damit Fernarbeiter zwei Jahre lang in Ecuador leben können.
Im Februar 2023 wurde Ecuador in der Zeitschrift National Geographic Traveler vorgestellt und im Vereinigten Königreich beworben.
Niels Olsen nahm an der Eröffnung der 43. Ausgabe der Feria Internacional de Turismo (FITUR, Internationale Tourismusmesse) teil, die vom 18. bis 22. Januar 2023 stattfand. Ecuador wurde dabei als nächstes Partnerland der FITUR verkündet.
Im März 2023 nahm Olsen an der Internationalen Tourismus-Börse Berlin (ITB Berlin) teil, wo Ecuador zum ersten Mal unter den Top 3 in der Region Amerika und Karibik landete.
Während seiner Amtszeit hat er die Erneuerung der Marke Ecuador vorangetrieben, die sich im Entstehungsprozess befindet und im Januar 2024 bei FITUR eingeführt wurde. Nach dem Ausscheiden von Guillermo Lasso aus dem Präsidentenamt wurde er vom neuen Präsidenten Daniel Noboa erneut bestätigt, um im Ressort im Kabinett Noboa weiterzumachen.

#### Fall Olón
Die Comisión de Gobiernos Autónomos (Kommission der Autonomen Regierungen) der Nationalversammlung empfahl die Einleitung eines politischen Prozesses gegen Niels Olsen und drei weitere Minister wegen Nichterfüllung ihrer Pflichten und mangelnder oder unvollständiger Beachtung von Informationsanfragen im Zusammenhang mit dem Fall Olón, einem Immobilienprojekt in einem Schutzgebiet.

## Privatleben
Olsen ist verheiratet mit Romina Miraglia. Das Paar hat zwei Söhne.